# لورتو (تنسی)
لورتو(به انگلیسی: Loretto) شهری در ایالت تنسی کشور ایالات متحده آمریکا است که جمعیت آن در سرشماری سال ۲۰۱۰ میلادی، ۱٬۷۱۴ نفر بوده‌است.